# Camillo Sitte
Camillo Sitte (Viena, 17 de abril de 1843 — Viena, 16 de novembro de 1903) foi um arquiteto e historiador da arte austríaco, diretor da Escola Imperial e Real de Artes Industriais de Viena.
Foi o autor do estudo urbanístico: Construção das Cidades Segundo seus Princípios Artísticos ("Der Städtebau nach seinen künstlerischen Grundsätzen"). Onde, através de uma análise das cidades na história, Sitte propõe reavaliar a cidade através de seus espaços existentes, principalmente suas praças. Segundo Françoise Choay seu objetivo foi o de "polemizar contra as transformações de Viena e planejamento do Ringstrasse segundo princípios do Barão Georges-Eugène Haussmann. Foi, no entanto, sem efeito sobre o destino urbanístico da capital austríaca e a concepção de Otto Wagner." Sua obra será fonte de inspiração para Patrick Geddes, Lewis Mumford.

## Obra
O livro de Sitte "Construção da Cidade para Princípios Artísticos" estabelece princípios básicos de design urbano. Ele criticou fortemente o planejamento moderno da cidade que valorizavam soluções lógicas e matemáticas acima das considerações artísticas. 
Ele considerou subdivisões de grades contemporâneas como monótono e conduziu para a maximização da exploração da terra. Ele considerou as proporções de praças, monumentos e igrejas. O planejamento deve ser uma arte criativa e a interação entre prédios públicos e espaços abertos foi fundamental para um bom planejamento.
1. A relação entre prédios, monumentos e suas praças.
Sitte enfatizou que o centro das praças deveriam continuar permanentemente livres, simplesmente por causa do desejo de sair da linha de visão livre e não obstruído por monumentos.
Ele também criticou a forma de construção de igrejas ou prédios públicos no centro das praças, porque estragaram a vista da praça e não haveria distância espaço adequado para ver a fachada do edifício por completo. Simplesmente ele chamou isso como a representação da falta de autocrítica.
2. Relação proporcional entre a fachada edifícios e as dimensões das quadras
Em uma quadra muito grande, a relação mútua entre a praça e os edifícios circundantes dissolve completamente, e eles dificilmente impressionam alguém como a praça da cidade. No entanto, ele admitiu que esse tipo de relação adequada é um assunto muito incerto, uma vez que cada coisa aparece no ponto de vista subjetivo e não a todos sobre como a praça aparece no plano, um ponto que é muitas vezes esquecido.
3. O tamanho e a forma das praças
De acordo com a classificação de Sitte, há duas categorias de praças urbanas, o tipo profundidade e o tipo largura, e para saber se uma praça é larga ou profunda o observador precisa ficar em frente ao edifício principal que domina todo o layout.
Assim Piazza S.Croce em Florença deve ser considerado como uma praça profunda uma vez que todos os componentes são projetados de acordo com a sua relação com a fachada principal. Assim, a classificação não é sobre as dimensões, mas depende da relação entre a praça e seus arredores.
4. Ruas e sucessão visual
Ruas em cidades antigas têm crescido com o desenvolvimento gradual das principais vias de comunicação principal do campo para os centros orgânicos, evitando assim uma perspectiva infinita pelo deslocamento freqüente do eixo.
Um exemplo para isso é a Rue des Pierres em Bruges que conduzem da Grand Place à catedral de Saint-Sauveur. Não há nada de uniformidade das ruas modernas e todas as fachadas passam em sucessão antes do olho. Outro exemplo é Breite Strasse em Lübeck, onde uma torre domina a rua inteira. Para os pedestres andando na rua, o campanário é trazido para fora em um momento. Posteriormente ele desaparece novamente e a estrutura da igreja nunca domina a vista por causa do trajeto rua curva.
É necessário enfatizar que as ruas retas não podem oferecer tal cenário. Portanto, a falta deste tipo de percurso charmoso e sucessão visual é uma das razões que levou à falta de efeitos pitorescos em nossos modernos planos urbanos.
5. As cidades modernas
Na visão de Sitte o principal problema de planejamento contemporâneo foi o fato de ignorar valores estéticos e também a ausência de preocupação com o planejamento da cidade como uma arte. Isto é cada vez mais tratado como sendo apenas um problema técnico com as linhas e ângulos retos das cidades com características de grelha, e, depois, a vida urbana. Por exemplo, a avenida moderna, com muitas milhas de comprimento, parece chata até mesmo nos ambientes mais bonitos, simplesmente porque ela não é natural.
No planejamento da cidade contemporânea Sitte afirma que existem três métodos principais. Eles são o sistema de grelha, o sistema radial, e do sistema triangular. Artisticamente falando, nenhum deles é de algum interesse, pois em suas veias não há uma gota de sangue artístico. Uma rede de ruas sempre serve apenas para fins de comunicação, nunca de arte, enquanto as demandas de arte não são necessariamente contrárias aos ditames da vida moderna (higiene, tráfego, etc.)
6. Praças no sistema moderno
O valor artístico está em uma praça aberta quando se está congestionada com folhagem? Assim como um dos princípios básicos da concepção, as árvores não devem ser um obstáculo para a linha de visão. Sitte criticou o jardim público moderno que foi cercado por ruas abertas. Este foi exposto ao vento e ao tempo e foi revestido com poeira de rua. Anteriormente, havia jardins privados que pertenciam a palácios e foram isolados do tráfego, e tais jardins cumpriram seu propósito higiênico apesar de seu pequeno tamanho. Assim, todos esses parques abertos modernos falham completamente em seu propósito de higiene, e a razão fundamental para isso foi o sistema de blocos de planejamento.
A relação entre os espaços edificados e abertos é exatamente inversa. Anteriormente os espaços vazios (ruas e praças) tinham uma entidade e impacto. No processo de planejamento contemporâneo de desenhar os prédio, as parcelas dos edifícios que tenham ficado mais irregulares muitas vezes se tornam praças!
7. Limitação artística de planejamento da cidade moderna
Análise de Sitte foi desenvolvida em resposta aos seguintes fatores contextuais. A atividade comercial tinha cada vez mais abandonado o espaço público aberto. Assuntos públicos foram discutidos no jornal diário, em vez de em praças. O crescimento econômico levou ao parcelamento regular de lotes com base em considerações puramente econômicas. Obras de arte foram se afastando cada vez mais das ruas e praças para as gaiolas de arte dos museus. E acima de tudo, o tamanho grande para que as maiores cidades cresceram levou a uma inflação consequente do tamanho das ruas e praças.